# Klaus Kröll
Klaus Kröll, né le 24 avril 1980 à Öblarn (Autriche), est un skieur alpin autrichien s'illustrant uniquement dans les disciplines de vitesse (descente et super G). Alors qu'il est un grand espoir du ski autrichien, remportant notamment deux titres de champion du monde junior (descente en 1999 et super G en 2000), il a tardé à confirmer au haut niveau. Bien qu'il ait obtenu ses meilleurs résultats en descente jusqu'en 2008, il remporte sa première victoire en Coupe du monde lors d'un super G à Kitzbühel en janvier 2009. Au sein de la « Wunderteam », il fait face à une grosse concurrence qui ne l'a autorisé qu'à participer au cours de sa longue carrière qu'à deux Jeux olympiques d'hiver, en 2006 à Turin et en 2010 à Vancouver, ainsi qu'à deux Championnats du monde de ski alpin, en 2009 à Val d'Isère et 2011 à Garmisch-Partenkirchen. Son talent n'est récompensé que tardivement, mais ses victoires et sa régularité en descente lui permettent de remporter le globe de cristal de la descente en 2012, avec deux victoires et trois troisièmes places.

## Biographie

### Enfance
Klaus Kröll est né en 1980 à Öblarn, dernier enfant de Helmut et Monika, il a deux frères (Helmut junior et Wilfried) et une sœur (Anita). En 1995, il rejoint une structure sportive et éducative à Schladming à partir du collège après avoir été champion de ski chez les jeunes. Il participe à sa première course FIS Race le 6 décembre 1995 à Altaussee avec un slalom (50e place). En 1997, il se casse la jambe et ne participe qu'à une course FIS Race fin avril lors d'une descente à Pitztal. Il fait son entrée en équipe d'Autriche junior en 1998 ; cette année-là, il participe par ailleurs à sa première course de Coupe d'Europe à Altenmarkt le 12 janvier 1998 avec une descente (105e place).

### 1999-2001: champion du monde junior de descente et super G
Lors de la saison 1999, il participe à ses premiers Championnats du monde junior qui ont lieu au Pra Loup et Le Sauze (en France. Il confirme les attentes de l'équipe d'Autriche en remportant le titre de champion du monde de descente succédant à Andreas Buder, tandis qu'il est disqualifié en super G. En 2000, il participe à sa première épreuve de Coupe du monde à Chamonix lors d'une descente où il prend la 30e place (unique épreuve auquel il participe jusqu'à la saison 2002) puis c'est en super G qu'il décroche le titre champion du monde junior à Mont Sainte-Anne ainsi qu'une médaille d'argent en descente confirmant ses bonnes dispositions dans les épreuves de vitesse. Malgré ses bons résultats en Coupe d'Europe (dont des victoires comme les descentes d'Altenmarkt et de Sestrières en 2001) ce n'est qu'à la saison 2002 qu'il intègre la Coupe du monde.

### 2002-2005: début en Coupe du monde et non-sélection aux grands rendez-vous internationaux
Enfin sélectionné pour la saison 2002 en Coupe du monde au sein d'une équipe d'Autriche qui domine le ski alpin, Kröll dispute les épreuves de descente et de super G. Il renoue avec la Coupe du monde lors la descente de Val d'Isère où il prend une 7e place avec le dossard 34. Il est tout près de son premier podium lors de la descente de Bormio, échouant à 5 centièmes du troisième Stefan Eberharter (les 4 premiers de cette course sont tous autrichiens) puis lors de la descente de Saint-Moritz avec une 5e place à 11 centièmes du troisième Michael Walchhofer (les 4 premiers de cette course sont tous autrichiens). Malgré ses excellents résultats en descente, il n'est pas sélectionné aux Jeux olympiques d'hiver de 2002 de Salt Lake City notamment en raison de la forte concurrence en équipe d'Autriche qui préfèrent sélectionner pour les olympiades Fritz Strobl (futur champion olympique), Eberharter (3e, Christian Greber (6e) et Christoph Gruber (20e). Il termine la saison à la 16e place du classement de la descente et sixième Autrichien seulement (derrière Eberharter, Strobl, Hannes Trinkl, Greber et Peter Rzehak).
Lors de la saison 2003, il monte pour la première fois sur un podium de Coupe du monde après une seconde place en descente à Val d'Isère derrière Eberharter. Saison axée sur la descente, il accumule les top 10 (8e à Val Gardena, 8e puis 4e à Bormio, 10e à Wengen et enfin 9e à Lillehammer. Il termine à la 10e place du classement de la descente et se classe 5e Autrichien derrière Eberharter, Michael Walchhofer, Trinkl et Strobl. Aux mondiaux 2003, il est de nouveau non-sélectionné pour la descente, les choix se sont portés vers Walchhofer (futur champion du monde), Eberharter (5e), Hermann Maier (8e), Strobl (10e) et Trinkl (31e). La saison 2004 est également régulière uniquement axée sur la descente, il fait quatre top 10 (9e puis 5e à Vail, 7e à Val Gardena et 4e à Sankt-Anton) et termine à la 12e place du classement de la descente et septième Autrichien (derrière Eberharter, Maier, Strobl, Walchhofer, Hans Knauss et Andreas Schifferer). La saison 2005 ressemble à la précédente en moins efficace, cette fois-ci il ne compte que trois top 10 (4e à Bormio, 10e à Wengen et 10e à Lenzerheide) et recule dans la hiérarchie des descendeurs, il termine 20e du classement de la descente et 8e Autrichien. Il manque de nouveau des Mondiaux qui se sont déroulés en Italie.

### 2006-2008: première sélection dans un rendez-vous international
Lors de la saison 2006, il poursuit sa moisson de top 10 en descente (8e à Lake Louise, 5e à Val d'Isère), 10e à Bormio et 5e à Kitzbühel), et contrairement aux années précédents, il est retenu dans la sélection autrichienne pour disputer la descente des Jeux olympiques d'hiver de 2006 de Turin en compagnie de Walchhofer, Maier et Strobl, cependant lors de cette épreuve olympique il termine qu'à la 22e place derrière ses trois autres compatriotes. Il termine la saison à la 12e place de la descente et désormais 4e Autrichien derrière Walchhofer, Strobl et Maier.
Lors de la saison 2007, il poursuit ses top 10 en descente (7e à Lake Louise, 6e à Wengen et 9e à Garmisch-Partenkirchen) et renoue avec le super G en coupe d'Europe. Cependant contrairement aux Jeux olympiques précédents, il n'est pas retenu aux Championnats du monde 2007. Il termine de nouveau à la 12e place du classement de la descente et fait un bond en arrière dans la hierarchie autrichienne (8e derrière Walchhofer, Mario Scheiber, Gruber, Strobl, Buder, Maier et Hans Grugger). En 2008, comme les années précédentes, il aligne de nouveaux des top 10 en descente (9e à Val Gardena et 7e à Bormio) avant de réaliser un excellent week-end aux deux descentes de Kvitfjell avec un nouveau podium (3e derrière Werner Heel et Bode Miller) puis une 4e place, il poursuit par ailleurs son perfectionnement en super G en Coupe d'Europe.

### 2009: première victoire en coupe du monde
Lors de la saison 2009, il s'aligne dans deux disciplines en Coupe du monde, bien évidemment la descente mais également le super G. Il débute par l'étape de Lake Louise avec une 5e place en descente et une 14e en super G suivies d'une 4e dans la descente de Beaver Creek, il se rapproche d'une victoire lors de la descente de Bormio où il termine second fin décembre 2008 derrière Christof Innerhofer. Fin janvier 2009, il remporte enfin sa première victoire en Coupe du monde après cinq podiums en carrière, cependant alors que tous ses précédents podiums ont été réalisés en descente, c'est dans le super G de Kitzbühel qu'il s'impose devant Aksel Lund Svindal et Ambrosi Hoffmann et où les 19 premiers se tiennent en moins d'une seconde. Le lendemain, il monte sur un nouveau podium lors de la descente en prenant la 3e place derrière Didier Defago et Walchhofer. Fort de ces résultats, il est sélectionné pour la première fois de sa carrière à des mondiaux, ceux de 2009 à Val d'Isère.

### 2017: Fin de carrière
Après plusieurs saisons compliquées, il annonce mettre un terme à sa carrière le samedi 25 février 2017 à l'issue de la descente de Kvitjfell.

## Famille
Il est l'oncle de Johannes Kröll, aussi skieur alpin.

## Palmarès

### Jeux olympiques d'hiver
| Épreuve / Édition | Turin 2006 | Vancouver 2010 | Sotchi 2014 |
| Descente          | 22e        | 9e             | 22e         |

### Championnats du monde
| Épreuve / Édition | France 1999 (junior) | Mt St Anne 2000 (junior) | Val d'Isère 2009 (élites) | Garmisch-Partenkirchen 2011 (élites) | Schladming 2013 (élites) |
| Descente          | Or                   | Argent                   | 9e                        | 11e                                  | 4e                       |
| Super G           | Disqualifié          | Or                       | 10e                       | -                                    | -                        |

### Coupe du monde
- Meilleur classement général : 7e en 2012.
- 24 podiums dont 6 victoires.

#### Différents classements en Coupe du monde
| Année/Classement | Année/Classement | Général | Général | Descente | Descente | Slalom | Slalom | Géant  | Géant  | Super G | Super G | Combiné | Combiné |
| ---------------- | ---------------- | ------- | ------- | -------- | -------- | ------ | ------ | ------ | ------ | ------- | ------- | ------- | ------- |
| Année/Classement | Année/Classement | Class.  | Points  | Class.   | Points   | Class. | Points | Class. | Points | Class.  | Points  | Class.  | Points  |
| 2000             | 2000             | 134e    | 1       | 60e      | 1        | -      | -      | -      | -      | -       | -       | -       | -       |
| 2001             | 2001             | -       | -       | -        | -        | -      | -      | -      | -      | -       | -       | -       | -       |
| 2002             | 2002             | 33e     | 248     | 16e      | 205      | -      | -      | -      | -      | 24e     | 43      | -       | -       |
| 2003             | 2003             | 27e     | 325     | 10e      | 317      | -      | -      | -      | -      | 50e     | 8       | -       | -       |
| 2004             | 2004             | 29e     | 290     | 12e      | 290      | -      | -      | -      | -      | -       | -       | -       | -       |
| 2005             | 2005             | 46e     | 155     | 20e      | 155      | -      | -      | -      | -      | -       | -       | -       | -       |
| 2006             | 2006             | 32e     | 283     | 12e      | 216      | -      | -      | -      | -      | 25e     | 67      | -       | -       |
| 2007             | 2007             | 48e     | 158     | 21e      | 158      | -      | -      | -      | -      | -       | -       | -       | -       |
| 2008             | 2008             | 41e     | 232     | 8e       | 232      | -      | -      | -      | -      | -       | -       | -       | -       |
| 2009             | 2009             | 12e     | 566     | 2e       | 424      | -      | -      | -      | -      | 8e      | 142     | -       | -       |
| 2010             | 2010             | 35e     | 214     | 12e      | 164      | -      | -      | -      | -      | 25e     | 50      | -       | -       |
| 2011             | 2011             | 10e     | 579     | 3e       | 411      | -      | -      | -      | -      | 12e     | 168     | -       | -       |
| 2012             | 2012             | 7e      | 909     | 1er      | 605      | -      | -      | -      | -      | 5e      | 304     | -       | -       |
| 2013             | 2013             | 12e     | 485     | 2e       | 381      | -      | -      | -      | -      | 14e     | 104     | -       | -       |
| 2014             | 2014             | 43e     | 117     | 17e      | 160      | -      | -      | -      | -      | 37e     | 17      | -       | -       |

#### Détail des victoires
| Édition / Épreuve | Descente           | Super G    | Total |
| 2009              | Kvitfjell          | Kitzbühel  | 2     |
| 2011              | Wengen             | -          | 1     |
| 2012              | Chamonix Kvitfjell | Kvitfjell* | 3     |
| Total             | 4                  | 2          | 6     |

*ex aequo